# Saima (köping i Kina)
Saima (kinesiska: 赛马镇, 赛马) är en köping i Kina. Den ligger i provinsen Sichuan, i den sydvästra delen av landet, omkring 190 kilometer öster om provinshuvudstaden Chengdu. Antalet invånare är 24 982. Befolkningen består av 12 497 kvinnor och 12 485 män. Barn under 15 år utgör 18,0 %, vuxna 15-64 år 67 %, och äldre över 65 år 13,0 %.
Genomsnittlig årsnederbörd är 1 451 millimeter. Den regnigaste månaden är juni, med i genomsnitt 287 mm nederbörd, och den torraste är december, med 12 mm nederbörd.